# 旭村 (石川県)
旭村（あさひむら）は、石川県石川郡に存在した村。
村名は、源義仲が上洛の時に現在の宮永町の地に立ち寄って本陣を置いたということから、朝日将軍（旭将軍）の旭を村名としたもの。

## 地理
- 現在の白山市の北部、松任の旧市街地の北隣に位置する。北側は日本海の海岸。
- 地形は全体的に平坦な平野。
- 現在はこの地区内を北陸自動車道が横断する。
- 現在、旭の名は旭丘の町名、白山市立旭丘小学校などに留められている。

## 歴史
- 1889年（明治22年）4月1日 - 町村制の施行により、石川郡宮永村、宮永市村、宮永新村、相木村、福増村、中新保村、八田村、八田中村、八田新屋村及び倉部村の区域をもって、石川郡旭村が発足する。
- 1951年（昭和26年） - 相木の区域が松任町に編入する。旭村は9大字となる。
- 1954年（昭和29年）3月31日 - 松任町、旭村、中奥村、林中村、一木村、出城村、御手洗村、宮保村、笠間村、柏野村及び石川村が合併して、改めて松任町が発足する。八田新屋は一塚町に名称を変更する。あとの8大字は松任町の町名に継承。